# Henry Rushton Fairclough
Henry Rushton Fairclough (* 15. Juli 1862 in Barrie, Ontario; † 12. Februar 1938 in Palo Alto, Kalifornien) war ein US-amerikanischer Klassischer Philologe kanadischer Herkunft. Er lehrte und forschte von 1893 bis 1927 an der Stanford University.

## Leben
Henry Rushton Fairclough, der Sohn von James Fairclough und Elizabeth Erving Fairclough, besuchte das Hamilton Collegiate Institute und studierte an der University of Toronto Klassische Philologie. Nach dem Bachelorabschluss 1883 war er Fellow am dortigen University College und von 1884 bis 1885 Lehrer für Latein, Griechisch und Englisch an der High School in Brockville. Von 1885 bis 1886 absolvierte er das Graduiertenstudium und schloss mit dem Master ab; anschließend wurde er als Dozent für Gräzistik und Alte Geschichte angestellt.
1893 verließ Fairclough Kanada und ging als Associate Professor of Greek and Latin an die Stanford University in Kalifornien, wo er seine gesamte weitere Karriere verbrachte. Er vertiefte seine Studien an der Johns Hopkins University, wo ihn besonders die Klassischen Philologen Basil Lanneau Gildersleeve und Minton Warren sowie der Sanskrit-Forscher Maurice Bloomfield prägten. 1896 wurde Fairclough zum Ph. D. promoviert. Ein Jahr später (1897) wurde er an der Stanford University zum Professor of Classical Literature ernannt, 1902 zum Professor of Latin. 1903 unternahm er seine erste Bildungs- und Studienreise nach Europa, insbesondere nach Italien und Griechenland. Für das Jahr 1910/1911 nahm Fairclough eine Einladung an die American School of Classical Studies in Rome an (als Acting Director). Während des Ersten Weltkriegs diente er von 1918 bis 1919 beim Amerikanischen Roten Kreuz in der Schweiz und in Montenegro und erhielt zahlreiche Auszeichnungen.
Nach seiner Rückkehr an die Stanford University wurde Fairclough 1922 zum Professor of Classical Literature ernannt. Im selben Jahr verlieh ihm seine alma mater, die University of Toronto, die Ehrendoktorwürde (LL. D.). Im Jahr 1925/1926 war Fairclough Gastprofessor für Latein und Griechisch an der Harvard University und gleichzeitig Präsident der American Philological Association; in dieser Eigenschaft hielt er am 29. Dezember 1926 eine Festrede mit dem Titel The Classics and Our Twentieth-century Poets, die im folgenden Jahr gedruckt wurde. 1927 trat Fairclough an der Stanford University in den Ruhestand, lehrte aber noch bis 1929 als Gastprofessor am Amherst College.
Faircloughs Forschungsarbeit konzentrierte sich auf die römischen Dichter. Er verfasste Übersetzungen und zweisprachige Ausgaben der Komödien des Plautus und Terenz, der Werke Vergils und der Satiren und Episteln des Horaz. Außerdem veröffentlichte er textkritische und exegetische Einzelstudien zu diesen Autoren und zwei Monografien zur Naturauffassung der Griechen und Römer. Drei Jahre nach seinem Tod erschien postum seine Autobiographie unter dem Titel Warming Both Hands, in der er seinen Werdegang und insbesondere seine Erlebnisse während des Ersten Weltkriegs schildert.

## Schriften (Auswahl)
- The Attitude of the Greek Tragedians toward Nature. Toronto 1897 (Dissertation)
- P. Terenti Afri Andria. Boston 1901
- mit Augustus Taber Murray: The Antigone of Sophocles. San Francisco 1902
- mit Seldon L. Brown: Vergil’s Aeneid I–VI. Boston/New York 1908
- mit Leon J. Richardson: The Phormio of Terence. Boston 1909
- The Trinummus of Plautus. New York 1909
- Virgil. 2 Bände, New York/London 1916–1918 (Loeb Classical Library)
- Horace’s Satires, Epistles, and Ars Poetica. New York/London 1926 (Loeb Classical Library)
- The Classics and Our Twentieth-century Poets. Palo Alto 1927
- Love of Nature among the Greeks and Romans. New York 1927
- Some Aspects of Horace. San Francisco 1935
- Warming Both Hands. The Autobiography of Henry Rushton Fairclough, Including his Experiences under the American Red Cross in Switzerland and Montenegro. Palo Alto/London 1941 (mit Bild)